# Dioniso Ludovisi
Il Dioniso Ludovisi, conosciuto anche come "Bacco Ludovisi " o "Dioniso, pantera e satiro", è una statua in marmo, copia romana del 160-180 d.C. da originale greco del IV Secolo a.C., conservata a palazzo Altemps a Roma.

## Storia
L'opera, che risale al II secolo d.C., è stata ritrovata nel XVI secolo sul colle del Quirinale a Roma mentre si stavano scavando le fondamenta per palazzo Mattei alle "Quattro Fontane".
La scultura è stata subito acquisita per far parte della collezione Ludovisi dove è stata mostrata all'interno della cornice della struttura principale di Villa Ludovisi; mentre a partire dal 1641 viene spostata nella galleria di sculture a "Casino Capponi", eretto appositamente per il cardinale Ludovico Ludovisi, nel vasto parco interno della residenza.
Nel 1855 è stata rimossa per potere iniziare i lavori della costruzione del palazzo del principe di Piombino, oggi palazzo Margherita (Roma), vicino a via Veneto. Aperta la visione al pubblico e descritta nelle guide assieme agli altri pezzi della collezione Boncompagni-Ludovisi, è diventata presto una delle opere maggiormente apprezzate e conosciute.
Acquistata nel 1901 per il comune di Roma, dopo che la collezione è stata dispersa ed il terreno stesso su cui era ubicata la villa riutilizzato nella seconda metà dell'800.

## Descrizione

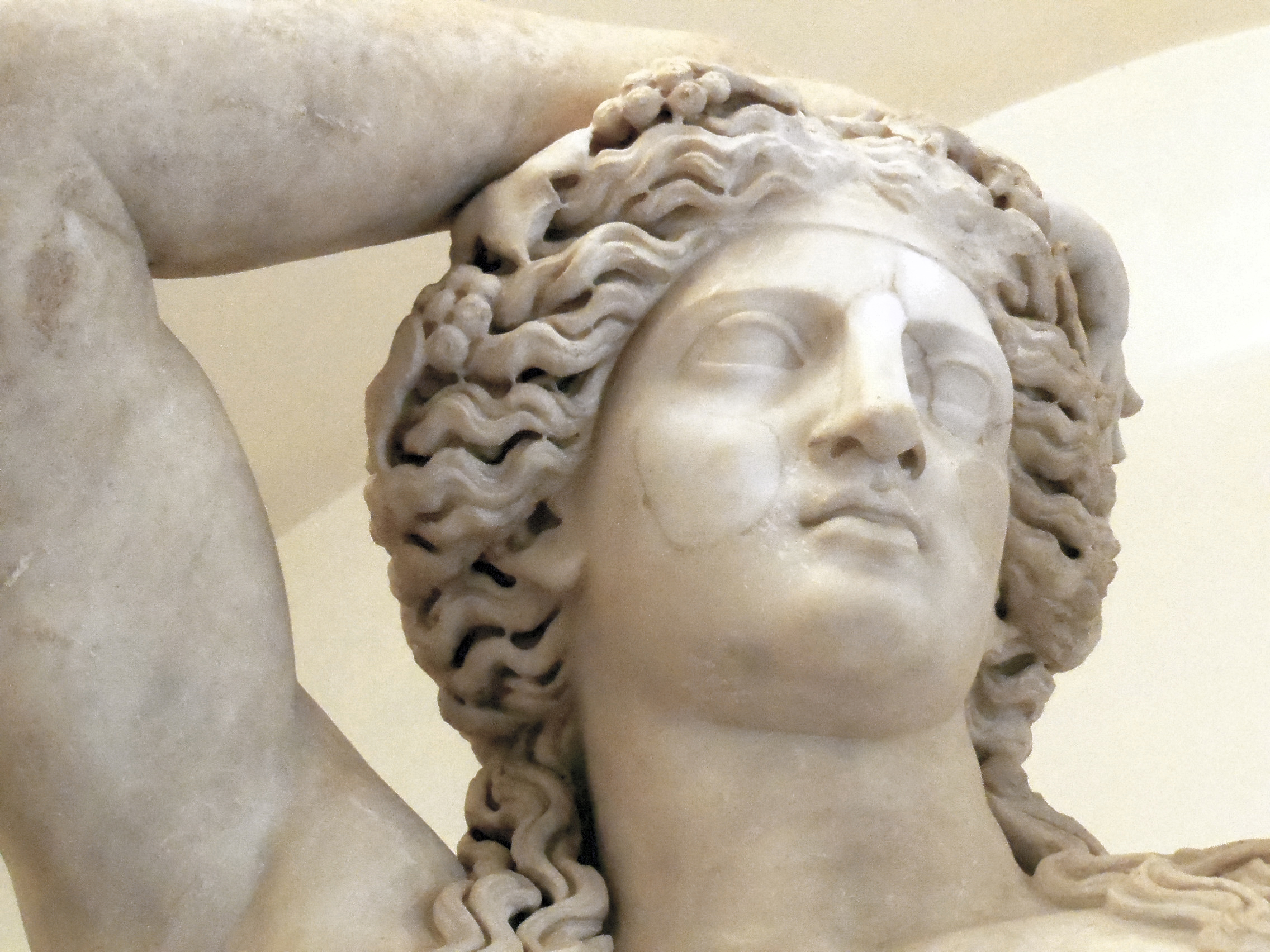
Primo piano.

La statua si trova in una posa di esagerato contrapposto, con la mano destra del dio appoggiata sul capo e presumibilmente ispirata a quella dell'Apollo Licio, alla cui epoca ed autore viene variamente attribuita e datata.
Dioniso è incoronato di foglie di edera e viene accompagnato da una pantera la quale indica la sua presenza numinosa, mentre un satiro di dimensioni ridotte fa parte del suo seguito; lunghe ciocche di capelli in un'acconciatura da effeminato cadono sulle spalle del giovane dio, mentre nella mano sinistra tiene un grappolo d'uva, status ed emblema del suo carattere di dio del vino.
Gli elementi originali sono le teste, i torsi e le cosce di Dioniso e del satiro adolescente; mentre le braccia, la parte inferiore delle gambe e la base sono restauri del XVI secolo.

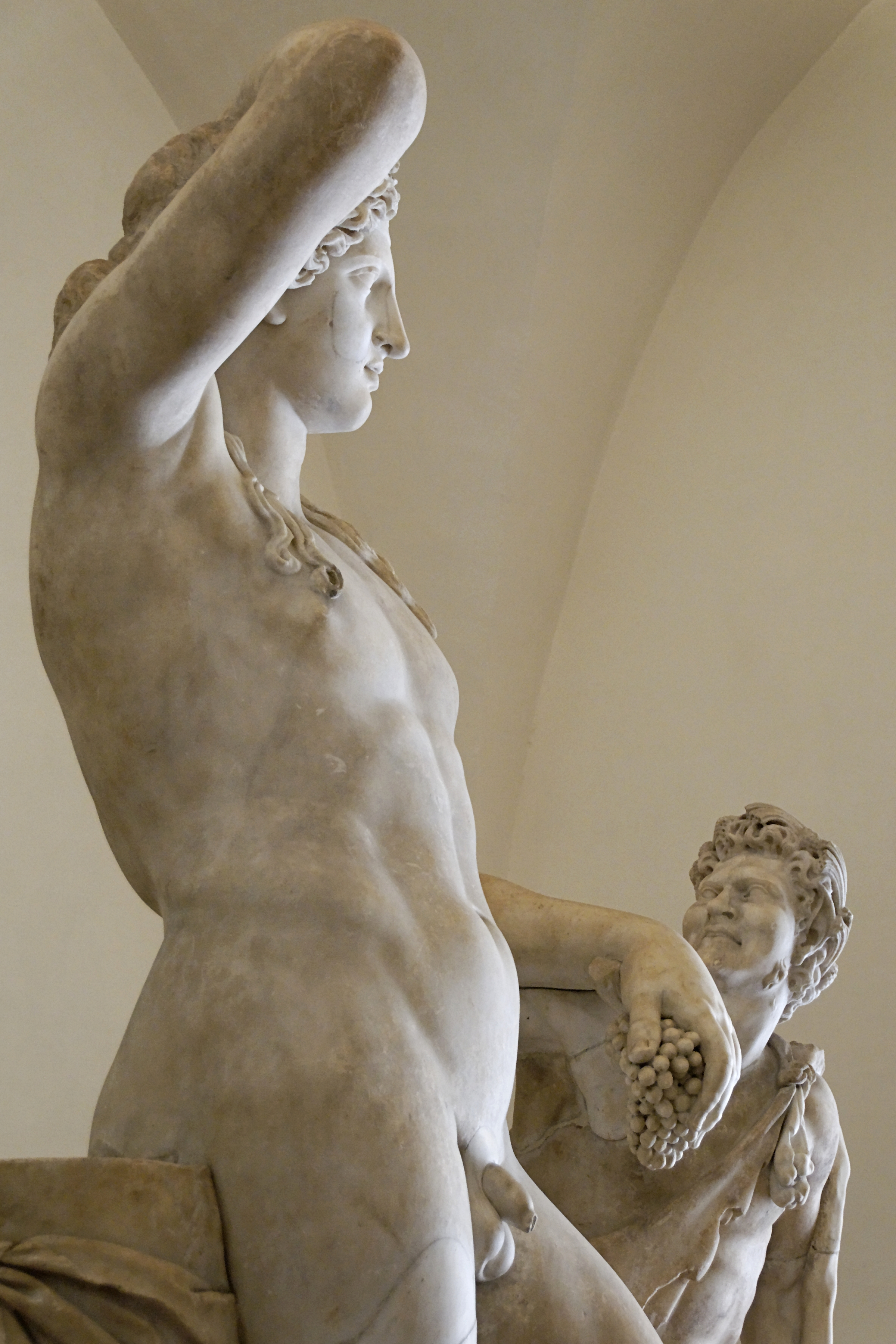
Vista di profilo.